# 천산충
천산충(陳山聰, 진산총, 본명은 陳山蔥, 영문명은 Joel Chan, 1976년 10월 2일 ~ )은 중화인민공화국 홍콩 특별행정구의 남성 가수, 작사가, 영화배우, 텔레비전 연기자, 뮤지컬 배우, 광고 모델이다.

## 생애

### 일생
중화인민공화국 마카오 특별행정구에서 출생하였으며 지난날 한때 중화인민공화국 광둥성 중산에서 잠시 유아기를 보낸 적이 있는 그는 1993년 홍콩에서 가수 첫 데뷔하였고 1995년 홍콩의 텔레비전 드라마에서 연기자 데뷔하였으며 1996년에는 뮤지컬 배우 데뷔하였고 1999년 영화 《맹귀녀사공(猛鬼女社工)》의 주연으로 영화배우 데뷔하였다.

## 같이 보기
- 천민즈
- 리톈샹